# Шергази-хан
Шергази-хан (помер 29 серпня 1845) — казахський правитель, останній хан Молодшого жуза, якого визнала російська адміністрація, молодший син Айшуак-хана.

## Життєпис
У 1809–1812 роках у Молодшому жузі правила ханська рада, що мала лише номінальну владу. Однак 1812 року російський уряд призначив ханом Шергази-хана, молодшого брата Жанторе-хана. Після того призначення Каратай-хан продовжив збройну боротьбу проти російського ставленика. У зв'язку з цим у 1812 та 1814 роках у казахському степу відбувались каральні операції. 1814 року Каратай-хан зустрівся з оренбурзьким губернатором і дав письмове зобов'язання більше ніколи не воювати проти Росії.
1816 року Шергази-хан за підтримки російських загонів здійснив напад на загони Каратая й султана Арингази. У відповідь Каратай-хан закликав усе доросле чоловіче населення підніматись на війну проти Шергази-хана та російського панування. Втім втручання оренбурзького губернатора Петра Ессена попередило подальший розвиток боротьби. Каратай-хан примирився з російською адміністрацією й остаточно втратив авторитет у степу.
1824 року царська адміністрація затвердила «Статут про оренбурзьких киргизів», розроблений оренбурзьким генерал-губернатором. Було прийнято рішення про ліквідацію ханської влади в Молодшому жузі. Останній хан Шергази був викликаний до Оренбурга й залишений там. Йому було призначено пенсіон.